# Frank Wild

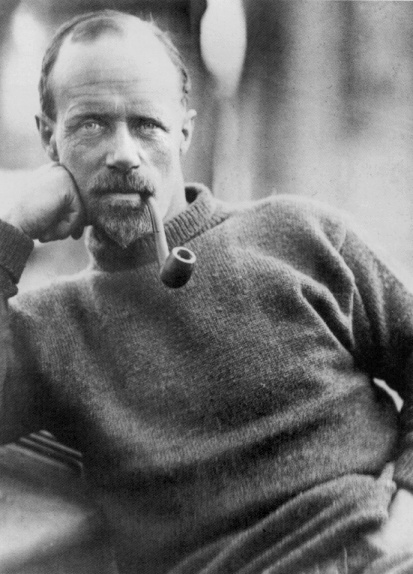
Frank Wild

John Robert Francis Wild (Skelton, North Yorkshire, 10 d'abril de 1873 - Klerksdorp, Sud-àfrica, 19 d'agost de 1939), conegut com a Frank Wild , va ser un explorador participant a diverses expedicions a l'Antàrtida incloent-hi:
- El 1901 va ser membre de la tripulació de Robert Falcon Scott com a mariner del "Discovery", junt amb Ernest Shackleton que llavors era un Sub-lloctinent.
- Va viatjar amb Shackleton a l'expedició Nimrod (1908-1909) i va ser un dels membres de l'equip que va creuar la barrera de gel de Ross i glacera Beardmore en una latitud rècord de 88° 23′ S.
- El 1911 es va unir a l'expedició de Douglas Mawson amb l'Aurora i estava al càrrec de la base occidental a la plataforma de gel Shackleton.
- Va servir com a segon comandant de Shackleton a l'expedició Endurance (1914-1916).

Com a segon comandant, Wild es va quedar al càrrec dels 21 homes que varen restar a la desolada illa Elephant quan Shackleton i un equip de 5 persones varen fer la seva èpica missió de rescat a Geòrgia del Sud a dalt d'un bot salvavides. Del 24 d'abril al 30 d'agost de 1916 Wild i el seu equip van esperar a illa Elephant, sobrevivint amb un règim de carn de foca, pingüí i algues. Finalment, varen ser rescatats per Shackleton dalt del vaixell xilè Yelcho. Point Wild a l'illa Elephant pren el seu nom en honor de Frank Wild. Allà es troba un monument dedicat al capità xilè Luis Pardo que va rescatar a ell i els seus homes.
Frank Wild va ser distingit amb la Medalla polar.